# قائمة النساء المنتخبات في منصب نائب الرئيس
قائمة النساء المنتخبات في منصب نائب الرئيس هي قائمة تحتوي على النساء المنتخبات لتأدية مهام نائب رئيس الدولة. مع استثناء النساء المنتخبات كرئيسة حكومة، اللواتي لا يُعتبرن في منصب نائب رئيس.

## القائمة
| الإسم                           | الصورة | الدولة                         | المنطقة         | المنصب                                                   | تاريخ تولي المنصب | تاريخ الانتهاء | المدة              |
| ------------------------------- | ------ | ------------------------------ | --------------- | -------------------------------------------------------- | ----------------- | -------------- | ------------------ |
| سونغ تشينغ لينغ                 |        | الصين                          | آسيا            | نائب رئيس جمهورية الصين الشعبية                          | 1 أكتوبر 1949     | 27 سبتمبر 1954 | 4 سنوات و361 أيام  |
| سونغ تشينغ لينغ                 |        | الصين                          | آسيا            | نائب رئيس جمهورية الصين الشعبية                          | 27 أبريل 1959     | 24 فبراير 1972 | 12 سنوات و303 أيام |
| ماريا باريتي                    |        | رومانيا                        | أوروبا          | نائب الرئيس                                              | 1961              | 1966           | 5 سنوات و0 أيام    |
| كونستانتا كراسيون               |        | رومانيا                        | أوروبا          | نائب الرئيس                                              | 1966              | 1970           | 4 سنوات و0 أيام    |
| إيزابيل بيرون                   |        | الأرجنتين                      | أمريكا الجنوبية | نائب الرئيس                                              | 12 أكتوبر 1973    | 1 يوليو 1974   | 262 أيام           |
| ماريا سيوكان                    |        | رومانيا                        | أوروبا          | نائب الرئيس                                              | 1980              | 1985           | 5 سنوات و0 أيام    |
| أناهيتا راتبزاد                 |        | أفغانستان                      | آسيا            | نائب رئيس مجلس قيادة الثورة                              | 27 ديسمبر 1980    | 24 نوفمبر 1985 | 4 سنوات و332 أيام  |
| إمين غوري                       |        | ألبانيا                        | أوروبا          | نائب الرئيس                                              | 22 نوفمبر 1982    | 22 نوفمبر 1989 | 7 سنوات و0 أيام    |
| فيولا هاربر بورنهام             |        | غيانا                          | أمريكا الجنوبية | نائب الرئيس                                              | 6 أغسطس 1985      | 9 أكتوبر 1991  | 6 سنوات و64 أيام   |
| ماريا غيتوليكا                  |        | رومانيا                        | أوروبا          | نائب الرئيس                                              | 1985              | 1989           | 4 سنوات و0 أيام    |
| فيكتوريا غارون أوروزكو          |        | كوستاريكا                      | أمريكا الجنوبية | نائب الرئيس الثاني                                       | 8 مايو 1986       | 8 مايو 1990    | 4 سنوات و0 أيام    |
| نغوين تهي بينه                  |        | فيتنام                         | آسيا            | نائب الرئيس                                              | 15 فبراير 1987    | 25 نوفبمر 2002 | 15 سنوات و283 أيام |
| بلاجا ديميتروفا                 |        | بلغاريا                        | أوروبا          | نائب الرئيس                                              | 22 يناير 1992     | 6 يوليو 1993   | 1 سنة و165 أيام    |
| تاتجانا جوجيتش-ميخاتوفيتش       |        | البوسنة والهرسك                | أوروبا          | عضو في الرئاسة البوسنية                                  | 5 أكتوبر 1992     | 5 أكتوبر 1996  | 4 سنوات و0 أيام    |
| سبيسيوزا كازيبوي                |        | أوغندا                         | أفريقيا         | نائب الرئيس                                              | 1994              | 2003           | 9 سنوات و0 أيام    |
| غوادالوبي جيريزانو ميخيا        |        | هندوراس                        | أمريكا الجنوبية | نائب الرئيس الثالث                                       | 27 يناير 1994     | 27 يناير 1998  | 4 سنوات و0 أيام    |
| ريبيكا غرينسبان                 |        | كوستاريكا                      | أمريكا الجنوبية | نائب الرئيس الثاني                                       | 8 مايو 1994       | 8 مايو 1998    | 4 سنوات و0 أيام    |
| جوليا مينا                      |        | نيكاراغوا                      | أمريكا الجنوبية | نائب الرئيس                                              | 2 يناير 1995      | 2 يناير 1997   | 2 سنوات و0 أيام    |
| روزاليا أرتيغا                  |        | الإكوادور                      | أمريكا الوسطى   | نائب الرئيس                                              | 10 أغسطس 1996     | 9 فبراير 1997  | 183 أيام           |
| روزاليا أرتيغا                  |        | الإكوادور                      | أمريكا الوسطى   | نائب الرئيس                                              | 11 فبراير 1997    | 30 مارس 1998   | 1 سنة و47 أيام     |
| جانيت جاجان                     |        | غيانا                          | أمريكا الجنوبية | نائب الرئيس                                              | 6 مارس 1997       | 19 ديسمبر 1997 | 288 أيام           |
| إزاتو نجي-سايدي                 |        | غامبيا                         | أفريقيا         | نائب الرئيس                                              | 20 مارس 1997      | في المنصب      | 28 سنوات و87 أيام  |
| معصومة ابتكار                   |        | إيران                          | آسيا            | نائب الرئيس                                              | 2 أغسطس 1997      | 3 أغسطس 2005   | 8 سنوات و1 يوم     |
| غلاديس كاباليرو دي أريفالو      |        | هندوراس                        | أمريكا الجنوبية | نائب الرئيس الثاني                                       | 27 يناير 1998     | 27 يناير 2002  | 4 سنوات و0 أيام    |
| أستريد فيشيل فوليو              |        | كوستاريكا                      | أمريكا الجنوبية | نائب الرئيس الأول                                        | 8 مايو 1998       | 8 مايو 2002    | 4 سنوات و0 أيام    |
| إليزابيث أوديو بينيتو           |        | كوستاريكا                      | أمريكا الجنوبية | نائب الرئيس الثاني                                       | 8 مايو 1998       | 8 مايو 2002    | 4 سنوات و0 أيام    |
| غلوريا ماكاباغال أرويو          |        | الفلبين                        | آسيا            | نائب الرئيس                                              | 30 يونيو 1998     | 20 يناير 2001  | 2 سنوات و204 أيام  |
| ميجاواتي سوكارنوبوتري           |        | الهند                          | آسيا            | نائب الرئيس                                              | 26 أكتوبر 1999    | 23 يوليو 2001  | 1 سنة و289 أيام    |
| أنيتا لو                        |        | تايوان (جمهورية الصين الشعبية) | آسيا            | نائب الرئيس                                              | 20 مايو 2000      | 20 مايو 2008   | 8 سنوات و0 أيام    |
| ميلاغروس أورتيز بوخ             |        | جمهورية الدومينيكان            | أمريكا الجنوبية | نائب الرئيس                                              | 16 أغسطس 2000     | 16 أغسطس 2004  | 4 سنوات و0 أيام    |
| أدينا باستيداس                  |        | فنزويلا                        | أمريكا الجنوبية | نائب الرئيس                                              | 24 ديسمبر 2000    | 13 يناير 2002  | 1 سنة و20 أيام     |
| ساندرا بييرانطودزي              |        | بالاو                          | أوقيانوسيا      | نائب الرئيس                                              | 19 يناير 2001     | 1 يناير 2005   | 3 سنوات و348 أيام  |
| أرميدا فييلا دي لوبيز كونتريراس |        | هندوراس                        | أمريكا الجنوبية | نائب الرئيس الثاني                                       | 27 يناير 2002     | 27 يناير 2006  | 4 سنوات و0 أيام    |
| لينيث سابوريو كافيري            |        | كوستاريكا                      | أمريكا الجنوبية | نائب الرئيس                                              | 8 مايو 2002       | 8 مايو 2006    | 4 سنوات و0 أيام    |
| ترويونغ مي هوا                  |        | فيتنام                         | آسيا            | نائب الرئيس                                              | 25 نوفمبر 2002    | 20 يناير 2007  | 4 سنوات و56 أيام   |
| تيما أونوريو                    |        | كيريباتي                       | أوقيانوسيا      | نائب الرئيس                                              | 10 يوليو 2003     | 12 مارس 2016   | 12 سنوات و246 أيام |
| أنا فيلما إسكوبار               |        | إلسالفادور                     | أمريكا الوسطى   | نائب الرئيس                                              | 1 يونيو 2004      | 1 يونيو 2009   | 5 سنوات و0 أيام    |
| جويس ميوجورو                    |        | زيمبابوي                       | أفريقيا         | نائب الرئيس                                              | 6 ديسمبر 2004     | 8 ديسمبر 2014  | 10 سنوات و2 أيام   |
| فومزيل ملامبو-نغوشا             |        | جنوب إفريقيا                   | أفريقيا         | نائب الرئيس                                              | 22 يونيو 2005     | 24 سبتمبر 2008 | 3 سنوات و94 أيام   |
| فاطمة جوادي                     |        | إيران                          | آسيا            | نائب الرئيس                                              | 3 أغسطس 2005      | 5 أغسطس 2009   | 4 سنوات و2 أيام    |
| أليس نزوموكوندا                 |        | بروناي                         | أفريقيا         | نائب الرئيس                                              | 29 أغسطس 2005     | 5 سبتمبر 2006  | 1 سنة و7 أيام      |
| نجاح العطار                     |        | سوريا                          | آسيا            | نائب الرئيس                                              | 23 مارس 2006      | في المنصب      | 19 سنوات و84 أيام  |
| لورا شينشيلا                    |        | كوستاريكا                      | أمريكا الجنوبية | نائب الرئيس الأول                                        | 8 مايو 2006       | 8 أكتوبر 2008  | 2 سنوات و153 أيام  |
| لورديس ميندوزا                  |        | بيرو                           | أمريكا الجنوبية | نائب الرئيس الثاني                                       | 28 يوليو 2006     | 28 يوليو 2011  | 5 سنوات و0 أيام    |
| مارينا بارامباما                |        | بوروندي                        | أفريقيا         | نائب الرئيس                                              | 8 سبتمبر 2006     | 8 فبراير 2007  | 153 أيام           |
| نغويين تي دوان                  |        | فيتنام                         | آسيا            | نائب الرئيس                                              | 20 يناير 2007     | 8 أبريل 2016   | 9 سنوات و79 أيام   |
| باليكا مبيتي                    |        | جنوب إفريقيا                   | أفريقيا         | نائب الرئيس                                              | 25 سبتمبر 2008    | 9 مايو 2009    | 1 سنة و107 أيام    |
| جويس باندا                      |        | مالاوي                         | أفريقيا         | نائب الرئيس                                              | 29 مايو 2009      | 7 أبريل 2012   | 2 سنوات و312 أيام  |
| فاطمة بوداغي                    |        | إيران                          | آسيا            | نائب الرئيس                                              | 21 سبتمبر 2009    | 10 سبتمبر 2013 | 3 سنوات و354 أيام  |
| فارهناز تركستاني                |        | إيران                          | آسيا            | نائب الرئيس                                              | 21 سبتمبر 2009    | 10 سبتمبر 2013 | 3 سنوات و354 أيام  |
| مریم مجتهدزاده                  |        | إيران                          | آسيا            | نائب الرئيس                                              | 21 سبتمبر 2009    | 8 أكتوبر 2013  | 4 سنوات و17 أيام   |
| سرین سلطان‌ خواه                 |        | إيران                          | آسيا            | نائب الرئيس                                              | 21 سبتمبر 2009    | 10 سبتمبر 2013 | 3 سنوات و354 أيام  |
| ماريا أنطونييتا دي بوغران       |        | هندوراس                        | أمريكا الجنوبية | نائب الرئيس الثاني                                       | 27 يناير 2010     | 27 يناير 2014  | 4 سنوات و0 أيام    |
| هانيلور كرافت                   |        | ألمانيا                        | أوروبا          | رئيس البوندسرات الألماني                                 | 1 نوفمبر 2010     | 31 أكتوبر 2011 | 1 سنة و0 أيام      |
| مونيكا أوسان بيليبو             |        | موريشيوس                       | أفريقيا         | نائب الرئيس                                              | 12 نوفمبر 2010    | 4 أبريل 2016   | 5 سنوات و144 أيام  |
| سوزان دينهام                    |        | جمهورية أيرلندا                | أوروبا          | رئيس العدالة في أيرلندا                                  | 25 يوليو 2011     | في المنصب      | 13 سنوات و325 أيام |
| ماريزول إسبينوزا                |        | بيرو                           | أمريكا الجنوبية | نائب الرئيس الأول                                        | 28 يوليو 2011     | 28 يوليو 2016  | 5 سنوات و0 أيام    |
| محرزية العبيدي                  |        | تونس                           | أفريقيا         | أول نائبة رئيس المجلس الوطني التأسيسي التونسي            | 22 نوفمبر 2011    | 2 ديسمبر 2014  | 3 سنوات و10 أيام   |
| روكسانا بالديتي                 |        | غواتيمالا                      | أمريكا الوسطى   | نائب الرئيس                                              | 14 يناير 2012     | 8 مايو 2015    | 3 سنوات و114 أيام  |
| مارغريتا بوبوفا                 |        | بلغاريا                        | أوروبا          | نائب الرئيس                                              | 22n يناير 2012    | في المنصب      | 13 سنوات و144 أيام |
| مارغاريتا سيدينو فيرنانديث      |        | جمهورية الدومينيكان            | أمريكا الوسطى   | نائب الرئيس                                              | 16 أغسطس 2012     | في المنصب      | 12 سنوات و303 أيام |
| سهير الأتاسي                    |        | سوريا                          | آسيا            | نائبة رئيس الائتلاف الوطني لقوى الثورة والمعارضة السورية | 12 نوفمبر 2012    | 4 يناير 2015   | 2 سنوات و53 أيام   |
| كلاديس ماريا بيخيرانو بورتيلا   |        | كوبا                           | أمريكا الوسطى   | نائب رئيس الثاني                                         | 24 فبراير 2013    | في المنصب      | 12 سنوات و111 أيام |
| مرسيدس لوبيز أسيا               |        | كوبا                           | أمريكا الوسطى   | نائب رئيس الثالث                                         | 24 فبراير 2013    | في المنصب      | 12 سنوات و111 أيام |
| إلهام أمين زاده                 |        | إيران                          | آسيا            | نائب الرئيس                                              | 11 أغسطس 2013     | 12 يوليو 2016  | 2 سنوات و336 أيام  |
| معصومة ابتكار                   |        | إيران                          | آسيا            | نائب الرئيس                                              | 10 سبتمبر 2013    | في المنصب      | 11 سنوات و278 أيام |
| شهيندخت مولاوردي                |        | إيران                          | آسيا            | نائب الرئيس                                              | 8 أكتوبر 2013     | في المنصب      | 11 سنوات و250 أيام |
| أنا روسانا جيفارا بينتو         |        | هندوراس                        | أمريكا الجنوبية | نائب الرئيس الثاني                                       | 27 يناير 2014     | في المنصب      | 11 سنوات و139 أيام |
| لورينا إنريكيتا هيريرا إستيفيز  |        | هندوراس                        | أمريكا الجنوبية | نائب الرئيس الثالث                                       | 27 يناير 2014     | في المنصب      | 11 سنوات و139 أيام |
| أنا هيلينا شاكون إكيفيريا       |        | كوستاريكا                      | أمريكا الجنوبية | نائب الرئيس الثاني                                       | 8 مايو 2014       | في المنصب      | 11 سنوات و38 أيام  |
| إزابيل سان مالو                 |        | بنما                           | أمريكا الشمالية | نائب الرئيس                                              | 1 يوليو 2014      | في المنصب      | 10 سنوات و349 أيام |
| نورة العامر                     |        | سوريا                          | آسيا            | نائبة رئيس الائتلاف                                      | 4 يناير 2015      | 5 مارس 2016    | 1 سنة و61 أيام     |
| إنوني وينا                      |        | زامبيا                         | أفريقيا         | نائب الرئيس                                              | 26 January 2015   | في المنصب      | 10 سنوات و140 أيام |
| سامية سولوهو                    |        | تنزانيا                        | أفريقيا         | نائب الرئيس                                              | 5 نوفمبر 2015     | في المنصب      | 9 سنوات و222 أيام  |
| غابرييلا ميكاتي                 |        | الأرجنتين                      | أمريكا الجنوبية | نائب الرئيس                                              | 10 ديسمبر 2015    | في المنصب      | 9 سنوات و187 أيام  |
| سميرة المسلمة                   |        | سوريا                          | آسيا            | نائبة رئيس الائتلاف                                      | 5 مارس 2016       | في المنصب      | 9 سنوات و102 أيام  |
| دانغ تي نغوك تينك               |        | فيتنام                         | آسيا            | نائب الرئيس                                              | 8 أبريل 2016      | في المنصب      | 9 سنوات و68 أيام   |
| ليني روبيردو                    |        | الفلبين                        | آسيا            | نائب الرئيس                                              | 30 يونيو 2016     | في المنصب      | 8 سنوات و350 أيام  |
| مرسيدس أرواز                    |        | بيرو                           | أمريكا الجنوبية | نائب الرئيس الثاني                                       | 28 يوليو 2016     | في المنصب      | 8 سنوات و322 أيام  |

1. ↑  بحكم الأمر الواقع، تعتبر سهير الأتاسي نائبة الرئيس رغم محدودية الاعتراف الدولي بالائتلاف كحكومة سورية رسمية.
2. ↑  بحكم الأمر الواقع، تعتبر نورة العامر نائبة الرئيس رغم محدودية الاعتراف الدولي بالائتلاف كحكومة سورية رسمية.
3. ↑  بحكم الأمر الواقع، تعتبر سميرة المسلمة نائبة الرئيس رغم محدودية الاعتراف الدولي بالائتلاف كحكومة سورية رسمية.